# Harpegnathos saltator
Harpegnathos saltator är en myrart som först beskrevs av Jerdon 1851.  Harpegnathos saltator ingår i släktet Harpegnathos och familjen myror.

## Underarter
Arten delas in i följande underarter:
- H. s. cruentatus
- H. s. saltator
- H. s. taprobanae

## Bildgalleri

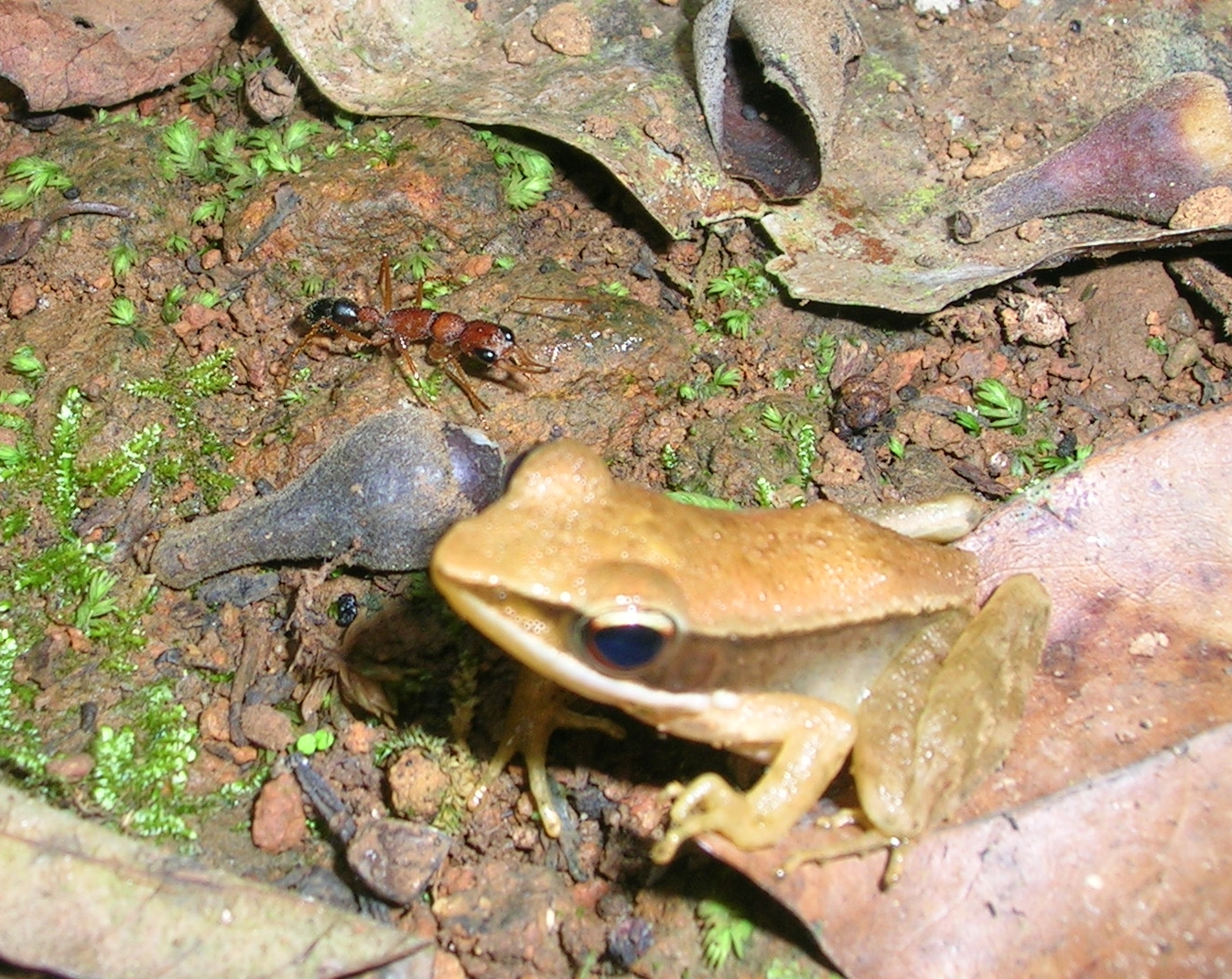
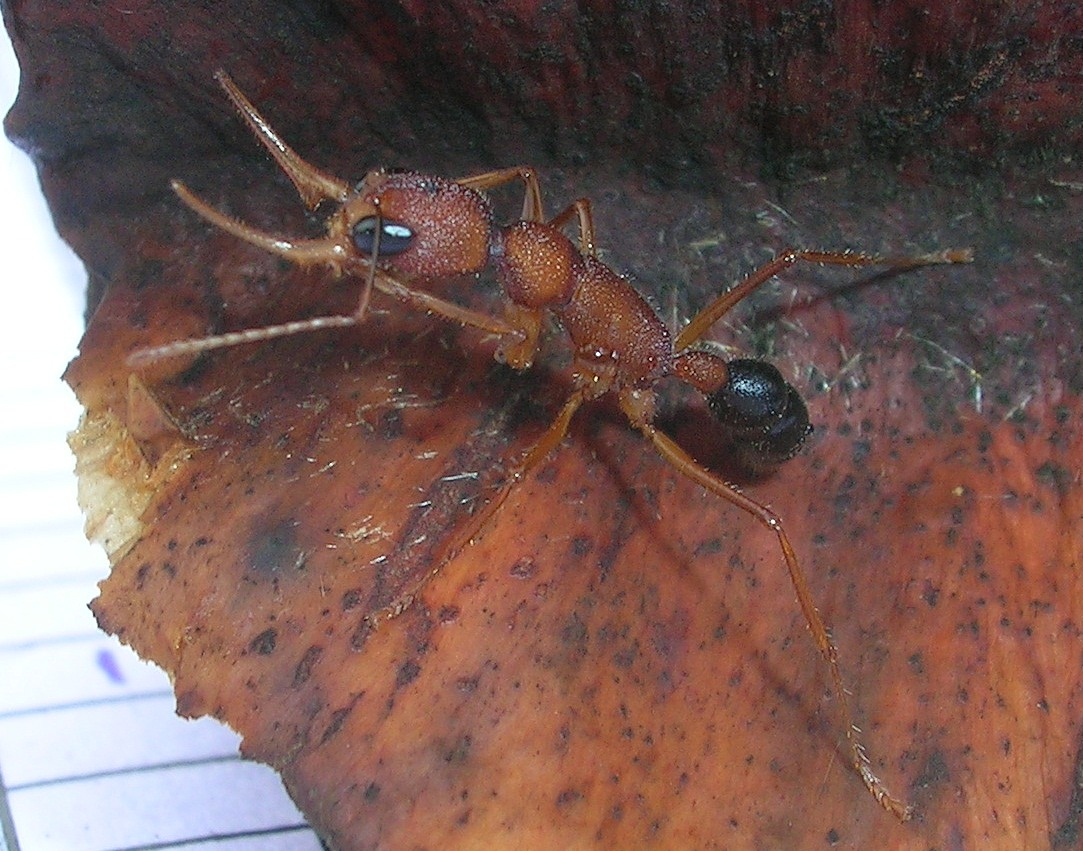
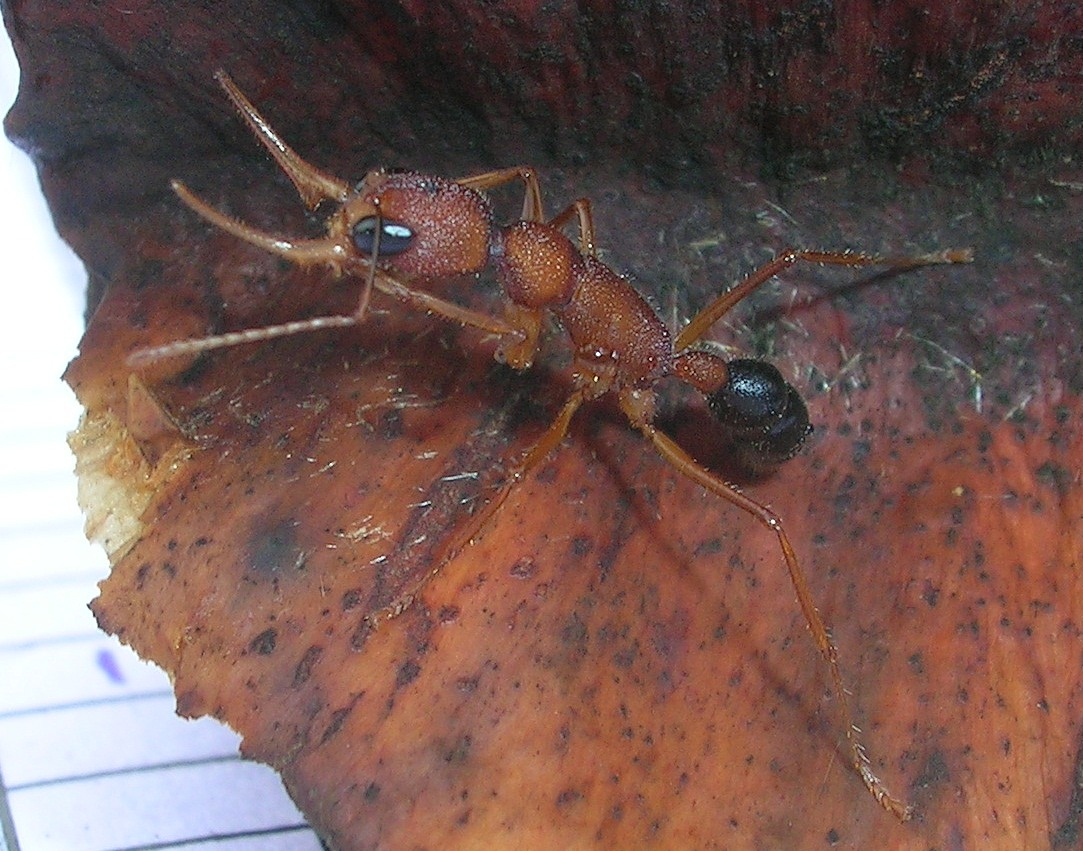
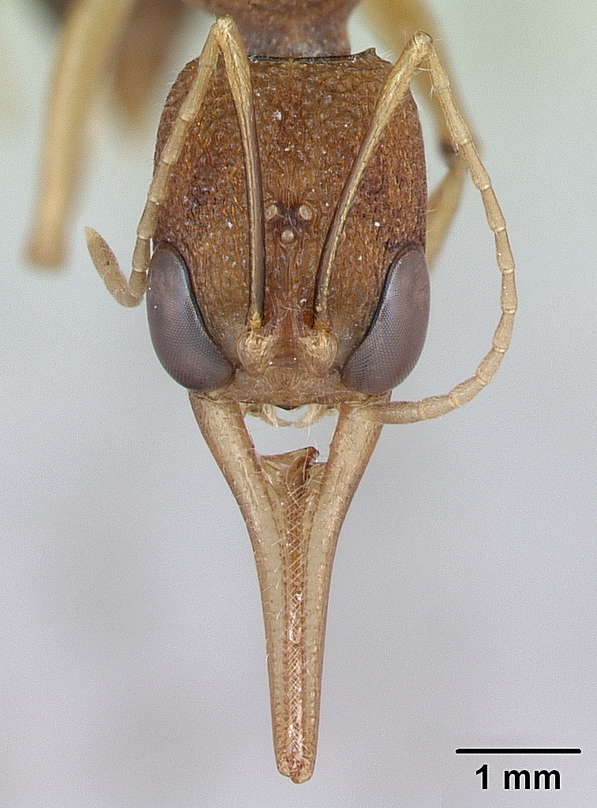